# Aneflomorpha volitans
Aneflomorpha volitans es una especie de escarabajo longicornio del género Aneflomorpha, tribu Elaphidiini, subfamilia Cerambycinae. Fue descrita científicamente por LeConte en 1873.

## Descripción
Mide 8-11 milímetros de longitud.

## Distribución
Se distribuye por México.